# Batopora murrayi
Batopora murrayi är en mossdjursart som beskrevs av Cook 1966. Batopora murrayi ingår i släktet Batopora och familjen Batoporidae. Inga underarter finns listade i Catalogue of Life.